# Inspektorat Chojnice Armii Krajowej
Inspektorat Chojnice Armii Krajowej – terenowa struktura Podokręgu Północno-Zachodniego z  Okręgu Pomorze Armii Krajowej.

## Struktura organizacyjna
Struktura organizacyjna podana za Atlas polskiego podziemia niepodległościowego:
- Obwód Chojnice
- Obwód Tuchola
- Obwód Sępólno Krajeńskie